# 48447 Hingley
48447 Hingley è un asteroide della fascia principale. Scoperto nel 1990, presenta un'orbita caratterizzata da un semiasse maggiore pari a 3,2124753 UA e da un'eccentricità di 0,0701230, inclinata di 15,51984° rispetto all'eclittica.